# Ellen Saint
Ellen Saint (Přerov, 10 marzo 1983) è un'attrice pornografica ceca, nota anche come Elen Nevaril e Helena.

## Filmografia
- Reverse Gang Bang, regia anonima (2002)
- Paradise Sex Mykonos, regia di Giancarlo Bini (2003)
- Cum in My Ass Not in My Mouth 2, regia di Erik Everhard (2003)
- Ass Obsession, regia di Nacho Vidal (2004)
- Eighteen 'n Interracial 13, regia di T.T. Boy (2004)
- Private Tropical 11: Dream Girls in St. Martin, regia di Max Bellocchio (2004)
- Beautiful Girls 15, regia di Christoph Clark (2004)
- Euro Angels Hardball 24, regia di Christoph Clark (2004)
- Millionaire, regia di Max Bellocchio (2004)
- Addio, fratello crudele, regia di Silvio Bandinelli (2004)
- House of the She-Wolves, regia di Susi Medusa Gottardi (2004)
- Incredible Gulp 3, regia di David Perry (2004)
- Beautiful Girls 17, regia di Christoph Clark (2004)
- White-Hot Nurses 5, regia di Hervé Bodilis (2004)
- The Professianals 5, regia di Denis Marti (2004)
- The Art of Ass 2, regia di Jerome Tanner (2004)
- Swank XXX Teens 1, regia anonima (2004)
- Superparadise, regia di Giancarlo Bini (2004)
- Strip Tease Then Fuck 5, regia di Wendy Knight (2004)
- Sexual Compulsion, regia di Manuel Ferrara (2004)
- Sexe tentation, regia di Christian Lavil (2004)
- Seduction, regia di Francesco Fanelli (2004)
- Private Thrills, regia di Jerome Tanner (2004)
- Pamela Brown, regia di Francesco Avon (2004)
- Leg Affair 9, regia di Frank Thring (2004)
- Illusion, regia di Richard Mailer (2004)
- Hot Paradise, regia di Giancarlo Bini (2004)
- Goo 4 Two, regia di Mike Quasar (2004)
- Fuga dal passato, regia di Silvio Evangelista (2004)
- Fuck Doll Sandwich, regia di Rocco Rotelli (2004)
- Elastic Assholes, regia di Mike John (2004)
- Dietro lo specchio, regia di Susi Medusa Gottardi (2004)
- Cum in My Ass Not in My Mouth 3, regia di Erik Everhard (2004)
- Cum Guzzlers 1, regia di Steve Holmes (2004)
- Cum Filled Asshole Overload, regia di Erik Everhard (2004)
- Black Anal Machine 4, regia di Joachim Kessef (2004)
- Ass Obsessed 3, regia di Erik Everhard (2004)
- Ass Drippers, regia di Greg Centauro (2004)
- Ass Cleavage 5, regia di Mike Quasar (2004)
- Anal Prostitutes on Video, regia di Erik Everhard (2004)
- Anal Expedition 4, regia di Manuel Ferrara (2004)
- Aziani - serie TV, episodi 4x6 (2005)
- L'étudiante infirmière, regia di Hervé Bodilis (2005)
- Private Black Label 37: Private Chateau 2 - A Shady Past, regia di Conrad Son (2005)
- Les Petites Vicieuses 2, regia di Fred Coppula (2005)
- The Passion of the Ass 4, regia di Jerome Tanner (2005)
- Vice for Vice, regia di Steven Drakos (2005)
- Private Black Label 38: Private Chateau 3 - Secrets of the Land, regia di Conrad Son (2005)
- Belle e Impossibili 4, regia di Rudy Lucky (2005)
- Seductive 3, regia di Andrew Youngman (2005)
- The Beauty of the Day, regia di Andrea Nobili (2005)
- Teen Pussy Patrol, regia anonima (2005)
- Russian Institute: Lesson 3, regia di Hervé Bodilis (2005)
- Russian Institute: Lesson 4, regia di Hervé Bodilis (2005)
- Russian Institute: Lesson 5, regia di Hervé Bodilis (2005)
- Russian Institute: Lesson 6, regia di Hervé Bodilis (2005)
- Road Movix, regia di François Regis (2005)
- Provocante, regia di Rebecca Lord (2005)
- Private XXX 19: Chain Reaction, regia anonima (2005)
- Private XXX 20: Angels of Sin, regia collettiva (2005)
- Private XXX 21: Inside Sex, Sex Inside, regia anonima (2005)
- Private X-treme 20: Hungry Asses, regia di David Perry (2005)
- Pass the Creme 2, regia di Bobby Manila (2005)
- Oksana: Flic en uniforme, regia di Alain Payet (2005)
- My Friends..., regia di Andrea Nobili (2005)
- Lesbian Paradise, regia di Marc Dorcel (2005)
- Legal Skin 17, regia di Jordan Heart (2005)
- Internal Anal Pleasure, regia anonima (2005)
- Il Ricatto, regia di Francesco Fanelli (2005)
- Early Entries 4, regia di Pat Myne (2005)
- Double Parked 12: Parking in the Rear, regia di Karl Kinkaid (2005)
- Dasha Gets Real, regia di Dasha (2005)
- Corsica Hot Sex, regia di Giancarlo Bini (2005)
- Caos, regia di Andrea Nobili (2005)
- Blonde: Pornochic 7, regia di Hervé Bodilis (2005)
- Black on White Crime 6, regia anonima (2005)
- Big Cocks Tiny Holes 2, regia anonima (2005)
- Bella di Giorno, regia di Andrea Nobili (2005)
- Bang My Box, regia anonima (2005)
- Babelicious, regia di Jordan Heart (2005)
- Anal P.O.V. 4, regia anonima (2005)
- All You Can Eat, regia di David Perry (2005)
- 2 Sex 3 Angels, regia di Xavi Dominguez (2005)
- Adorable Girls No. 2, regia anonima (2006)
- Sperm Hungry, regia anonima (2006)
- Back 2 Evil 2, regia di Nacho Vidal (2006)
- Very Best of Priscila Sol, regia collettiva (2006)
- Psychoporn, regia di Macondo (2006)
- Anal P.O.V. 7, regia anonima (2006)
- Tú descarga delante y yo descargo detrás, regia di Álex Romero (2006)
- Draculya, the Girls are Hungry, regia di Susi Medusa Gottardi (2006)
- Rocco's Dirty Dreams 5, regia di Rocco Siffredi (2006)
- Ultimate Sex Party 1: Slut Bus, regia anonima (2006)
- Private XXX 29: Spread My Lips, regia collettiva (2006)
- Pornutopia 2, regia di Deloris (2006)
- PornHardArt: Colour Nights, regia di Nils Molitor (2006)
- Nymphomania, regia di Jordan Heart (2006)
- International Eye Candy, regia anonima (2006)
- International Eye Candy 2, regia anonima (2006)
- Cream Pie Orgy 2, regia anonima (2006)
- Canibales sexuales 4, regia di Álex Romero (2006)
- Nasty Tails 6, regia di Rocco Siffredi (2007)
- The Best by Private 92: Fucking with the 3 of Them, regia collettiva (2007)
- The Art of the Cumfart, regia di Erik Everhard (2007)
- Sweet Little Baby Faces 2, regia anonima (2007)
- Sperm Swap, regia di Raul Cristian (2007)
- Russian Institute: Lesson 8, regia di Hervé Bodilis (2007)
- Private Tropical 34: Caribbean Sex Conspiracy, regia di Max Bellocchio (2007)
- Private Movies 32: Dreams in White 2, regia di Moire Candy (2007)
- Private Gold 85: Ghostlovers, regia di Moire Candy (2007)
- Mad Sex Party: Sex, Jugs and Rock 'n Roll, regia anonima (2007)
- Filling Station, regia anonima (2007)
- Dripping Creampies 6, regia di Nek Derk (2007)
- Cabaret Sodom Club, regia di François Regis (2008)
- Blonde Ambition, regia di Erik Everhard (2008)
- Fuck Fighter, regia di Tony Del Duomo (2009)
- Lesbian Fuck Fest 4, regia di Max Candy (2009)
- Big Butt Attack 10, regia di Raul Cristian (2010)
- Graphic DP 2, regia di Steve Holmes (2010)
- Be My Slave, regia di Francesco Fanelli (2011)

## Riconoscimenti
- 2005 – Ninfa Prize
  - Candidatura Best Starlet (per Road Movies)
- 2006 – Ninfa Prize
  - Candidatura Best Supporting Actress (per Guapa e Inaccesible)
  - Candidatura Most Original Sex Scene (per Back 2 Evil 2, con Nacho Vidal e Rebeca Linares)